# 공룡 지대
공룡 지대(The Valley Of Gwangi)는 미국에서 제작된 짐 오코놀리 감독의 1969년 영화이다. 제임스 프란시스커스 등이 주연으로 출연하였고 찰스 H. 슈니어 등이 제작에 참여하였다.

## 출연

### 주연
- 제임스 프란시스커스
- 리차드 칼슨

### 조연
- 로렌스 네스미스
- 프리다 잭슨
- 구스타보 로조
- 마리오 드 바로스

## 제작진
- Ass-PD: 레이 해리하우젠
- 연출: 짐 오코놀리